# Maszljanyino
Maszljanyino (oroszul: Маслянино) városi jellegű település Oroszország ázsiai részén, a Novoszibirszki területen; a Maszljanyinói járás székhelye.
Népessége: 13 102 fő (a 2010. évi népszámláláskor).

## Elhelyezkedése
Novoszibirszktől 176 km-re délkeletre, a Bergy (az Ob mellékfolyója) partján helyezkedik el. A legközelebbi vasútállomás a 68 km-re fekvő Cserepanovo, a Novoszibirszk–Barnaul közötti vasútvonalon. 

## Története
Neve az orosz масло (maszlo, jelentése: 'olaj') szóból származik és valószínűleg a lenolajra utal. A járás ugyanis hagyományos lentermesztő vidék, a len ábrája még a címerében is helyet kapott. 
A település 1644-ben keletkezett. 1828-ban, majd 1883-ban is szinte teljesen leégett. Először 1917-ben, majd 1933-ban ismét járási székhely lett. A 20. század első felében elhanyagolt, sáros, rendezetlen település volt. Első rendezési tervét 1971-ben készítették, a folyón átívelő hídja 1966-ban épült. 

## Ipara
A település első és legfontosabb iparvállalatát, a lenfeldolgozó üzemet 1929-ben helyezték üzembe, később jelentősen bővítették. Az 1990-es években bezárták, majd többszöri privatizáció után 2009-ben újból megnyitották. A csődbe jutott céget később, 2013-ban az addigi bérlő, a Horszt-cégcsoport (Корпорация Хорс) vásárolta meg, melynek a lentermesztésben érdekeltségei vannak a Novoszibirszki terület más körzeteiben is.